# Jordy Buijs
Jordy Buijs (sinh ngày 28 tháng 12 năm 1988) là một cầu thủ bóng đá người Hà Lan.

## Sự nghiệp câu lạc bộ
Jordy Buijs đã từng chơi cho V-Varen Nagasaki.